# Twin Lakes, Colorado
Twin Lakes är en ort (CDP) i Adams County, i delstaten Colorado, USA. Enligt United States Census Bureau har orten en folkmängd på 6 101 invånare (2010) och en landarea på 4,3 km².